# Dražen Katunarić
Dražen Katunarić (Zagreb, 25. prosinca 1954.) hrvatski je pjesnik, esejist, prozaik i urednik.

## Životopis
Katunarić je rođen i odrastao u Zagrebu. Studij filozofije završio je 1978. g. na Sveučilištu humanističkih znanosti u Strasbourgu. Radio je kao knjižničar i prevoditelj. Od 1988. godine slobodni je umjetnik. Uređivao je više književnih publikacija, Lettre internationale, Most/The Bridge, pokrenuo časopis Relations a trenutno je glavni urednik hrvatskog izdanja časopisa Europski glasnik u izdanju Hrvatskog društva pisaca.
Pjesme su mu prevedene na francuski, engleski, njemački, španjolski, mađarski, bugarski, rumunjski, slovenski i korzički, najviše na stranicama časopisa (Esprit, Europe, Prometeo, Bonanova, Sodobnost, Le Croquant, Aujourd’hui poème, Le journal des poètes), te kao samostalne zbirke. 
Neka njegova djela u svojoj je antologiji Żywe źródła iz 1996. s hrvatskog na poljski prevela poljska književnica i prevoditeljica Łucja Danielewska.
Uvršten je u sve relevantne antologije suvremene hrvatske poezije. Sudionik je mnogih međunarodnih festivala poezije (Medellin, Trois Rivières, Lodève, Liège, Bastia, Vilenica, Namur).
Od svibnja 2024. godine redoviti je član Hrvatske akademije znanosti i umjetnosti.

## Djela

### Poezija
- Mramorni Bakho, Mladost, Zagreb 1983.
- Pjeskolovka, Zbirka Biškupić, Zagreb 1985.
- Himba/Imposture, Zbirka Biškupić, Zagreb 1987.
- Pučina, Naprijed, Zagreb 1988.
- Psalmi, Zbirka Biškupić, Zagreb 1990.[6]
- Strmi glas, Grafički zavod Hrvatske, Zagreb 1991.
- Nebo/Zemlja, Durieux, Zagreb 1993.
- Pjesan o Stjepanu, Perun, Zagreb 1995.
- Lijepak za slavuja, Matica Hrvatska, Zagreb 1998.
- Načitano srce, Ceres,  Zagreb 1999.
- Parabola, Jutro poezije, Zagreb 2001.[7]
- Lira/Delirij, Litteris, Zagreb 2006.[8]
- Kronos, Litteris, Zagreb 2011.[9]
- Jednoga dana bila je noć: izabrane i nove pjesme 1983. — 2015., Stajer-graf, Zagreb 2015.[10]
- Znak u sjeni, Hrvatsko društvo pisaca, Zagreb 2017.
- Znak u sjeni, Besplatne elektroničke publikacije, Zagreb 2022.
- Što mi je šaputao Zeus?, Hrvatsko društvo pisaca, Zagreb 2023.

### Eseji i proza
- Kuća dekadencije, eseji, Naklada MD, Zagreb 1992.
- Crkva, ulica, zoološki vrt, putopisi, Hrvatska sveučilišna naklada, Zagreb 1994.
- Povratak Barbarogenija, esej, Belus, Zagreb 1995.
- Diocletian’s Palace, esej, Hrvatski centar PEN-a, Zagreb-Split 2006.
- Priča o špilji, esej, Nakladni zavod Matice Hrvatske, Zagreb 1998.
- Kobne slike, roman, Konzor, Zagreb 2002.[11]
- Tigrova mast i druge priče, priče, vlastita naklada, Zagreb 2005.[12]
- Prosjakinja, roman, Leykam international, Zagreb 2009.[13]
- Infernet i drugi tekstovi, eseji, Litteris, Zagreb 2010.[14]
- Smiješak Padra Pija, roman, Hena Com, Zagreb 2017.[15]
- Zbogom, pustinjo, roman, Sandorf, Zagreb 2021.[16]

### Izdanja na stranim jezicima
- Ecclesia invisibilis, izabrane pjesme, Orient-Occident, Bukurešt 2001.
- Isolomania, izabrane pjesme, Albiana, Ajaccio 2004.
- Cherries, pjesme, Blue Aster Press, N.Y. 2004.
- Kthimi i Barbrogjenive, eseji, Ditet e Naimit, Tetovo 2007.
- Ciel/Terre, pjesme, l'Arbre à paroles, Amiens 2008.
- Le baume du tigre, priče, M.E.O. Editions, Bruxelles 2009.
- Die Bettlerin, roman, Leykam, Graz, 2009.
- La mendiante, roman, Mode Est-Ouest, Bruxelles, 2012.
- Cer/Pămînt, pjesme, Cronedit, Iaşi 2016.
- Poem efemer, pjesme, Cronedit, Iaşi 2016.
- La maison du déclin, eseji, M.E.O. Editions, Bruxelles, 2017.
- Cronos, pjesme, Krivodol, Buenos Aires, 2017.
- Balsam de tigru, priče, Cronedit, Iași, 2022.
- Je reste plus longtemps dans la mer, pjesme, L'Ollave, Lyon, 2022.

## Nagrade
- Brankova nagrada za najbolju prvu knjigu poezije u Jugoslaviji (1984.)
- nagrada Tin Ujević za najbolju pjesničku knjigu (1994.)
- dobitnik je reda Danice hrvatske s likom Marka Marulića za osobite zasluge u kulturi (1996.)
- nagrade Matice hrvatske (1998.)
- nagrade Europski krug za književni doprinos europskim vrijednostima (1998.)
- dodijeljen mu je red Viteza umjetnosti i književnosti francuskog Ministarstva kulture (1999.)
- Menada za specifičnu vrijednost poezije (Makedonija 2003.),
- Međunarodna nagrada Naji Naaman (Libanon, 2004.)
- nagrada Steiermaerkische Sparkasse za roman Prosjakinja / Die Bettlerin (2009.)
- nagrada Balkanica Rumunjskog društva pisaca, (2015.)
- nagrada Hrvatske akademije znanosti i umjetnosti Dragutin Tadijanović za zbirku poezije Znak u sjeni (2018.)
- nagrada Maslinov vijenac za poeziju (Croatia rediviva, Selce, 2022.)
- finalist francuske nagrade Mallarmé s knjigom Je reste plus longtemps dans la mer (2023.)

## Vanjske poveznice
Mrežna mjesta
- Dražen Katunarić, Ustanak snova  Arhivirana inačica izvorne stranice od 4. kolovoza 2020. (Wayback Machine) (pjesme), Vijenac, 330/2006.
- Dražen Katunarić, Dvorac grofa Drakule  Arhivirana inačica izvorne stranice od 4. kolovoza 2020. (Wayback Machine) (proza), Kolo, 3/2004.
- Andrija Tunjić, Dražen Katunarić: Barbarogenij je junak našeg doba  Arhivirana inačica izvorne stranice od 4. kolovoza 2020. (Wayback Machine), Vijenac, 547/2015.